# Arquidiócesis de Córdoba
La arquidiócesis de Córdoba (en latín: Archidioecesis Cordubensis in Argentina) es una circunscripción eclesiástica de la Iglesia católica en Argentina. Se trata de una arquidiócesis latina, sede metropolitana de la provincia eclesiástica de Córdoba. Desde el 6 de noviembre de 2021 su arzobispo es Ángel Sixto Rossi. 

## Territorio y organización

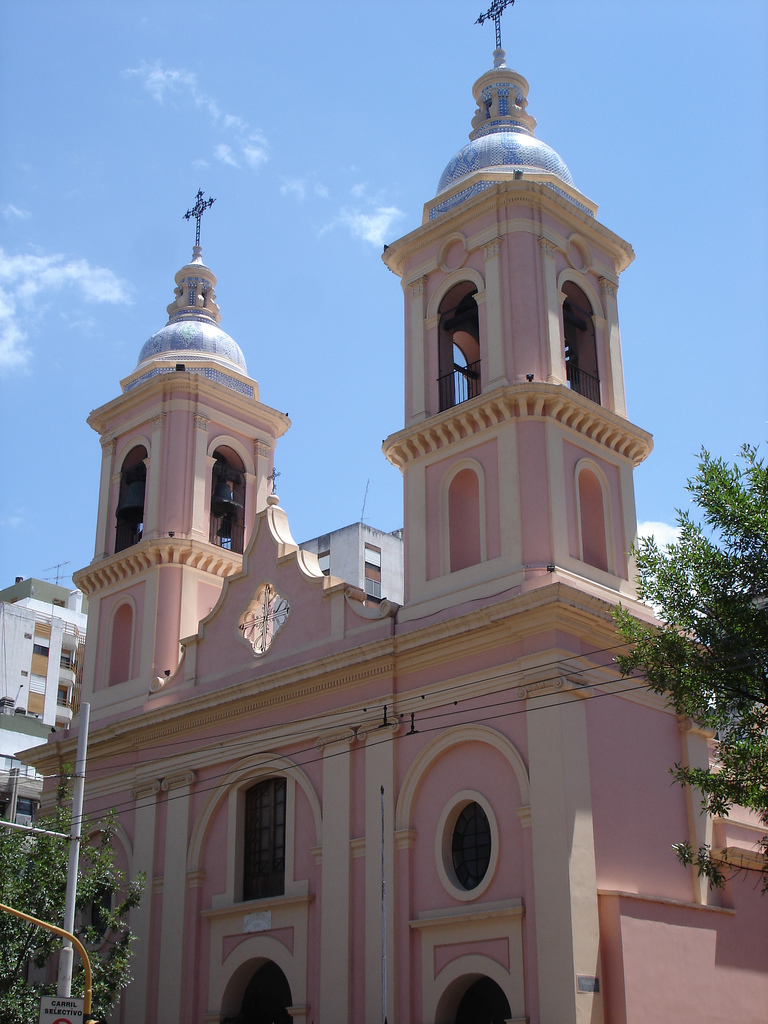
Basílica menor de Santo Domingo, en Córdoba

La arquidiócesis tiene 19 722 km² y extiende su jurisdicción sobre los fieles católicos de rito latino residentes en la provincia de Córdoba en los departamentos de: Calamuchita (excepto la parroquia Nuestra Señora de la Merced de La Cruz), Capital, Colón, Punilla (excepto las parroquias San Antonio de Padua de Capilla del Monte y Nuestra Señora del Carmen de La Cumbre), Río Primero (excepto la pedanía de Castaño), Río Segundo (excepto la parte sureste y las parroquias San Ignacio de Loyola de Luque y San Antonio de Padua de Santiago Temple), Santa María y Totoral.

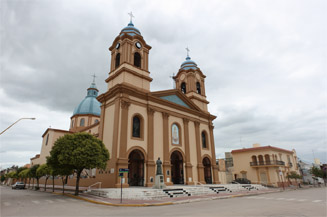
Basílica menor de Nuestra Señora del Rosario, en Villa del Rosario

La sede de la arquidiócesis se encuentra en la ciudad de Córdoba, en donde se halla la Catedral de Nuestra Señora de la Asunción. El territorio también incluye tres basílicas menores: Nuestra Señora de la Merced y de Santo Domingo, en la ciudad de Córdoba, y Nuestra Señora del Rosario en Villa del Rosario.

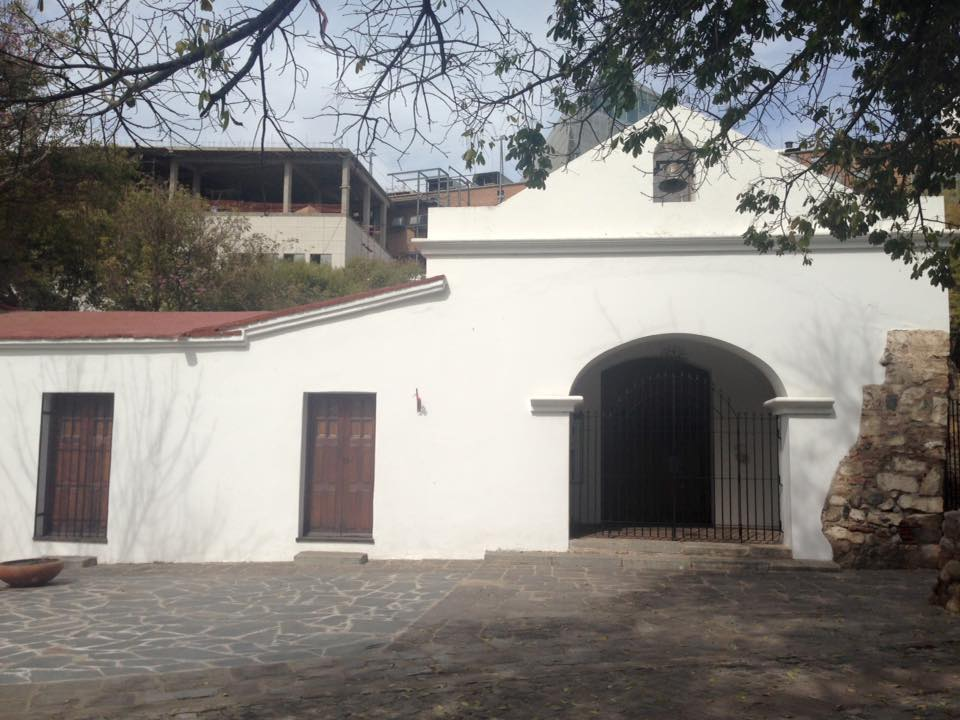
Capilla jesuítica de Santa Ana

La arquidiócesis tiene como sufragáneas a las diócesis de: Cruz del Eje, San Francisco, Villa de la Concepción del Río Cuarto, Villa María y a la prelatura territorial de Deán Funes.

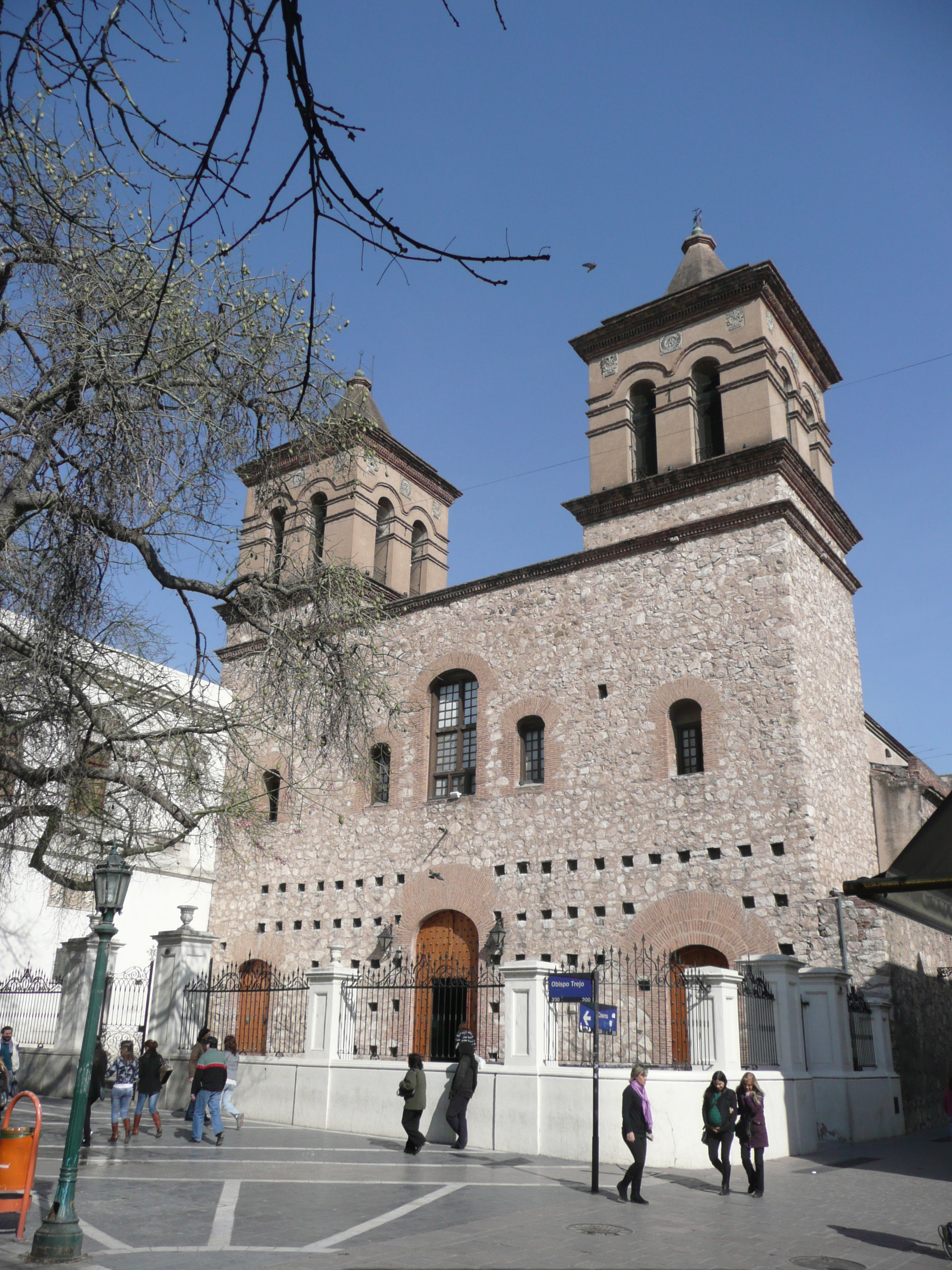
Iglesia de la Compañía de Jesús en Córdoba, monumento nacional argentino

En 2021 en la arquidiócesis existían 113 parroquias.

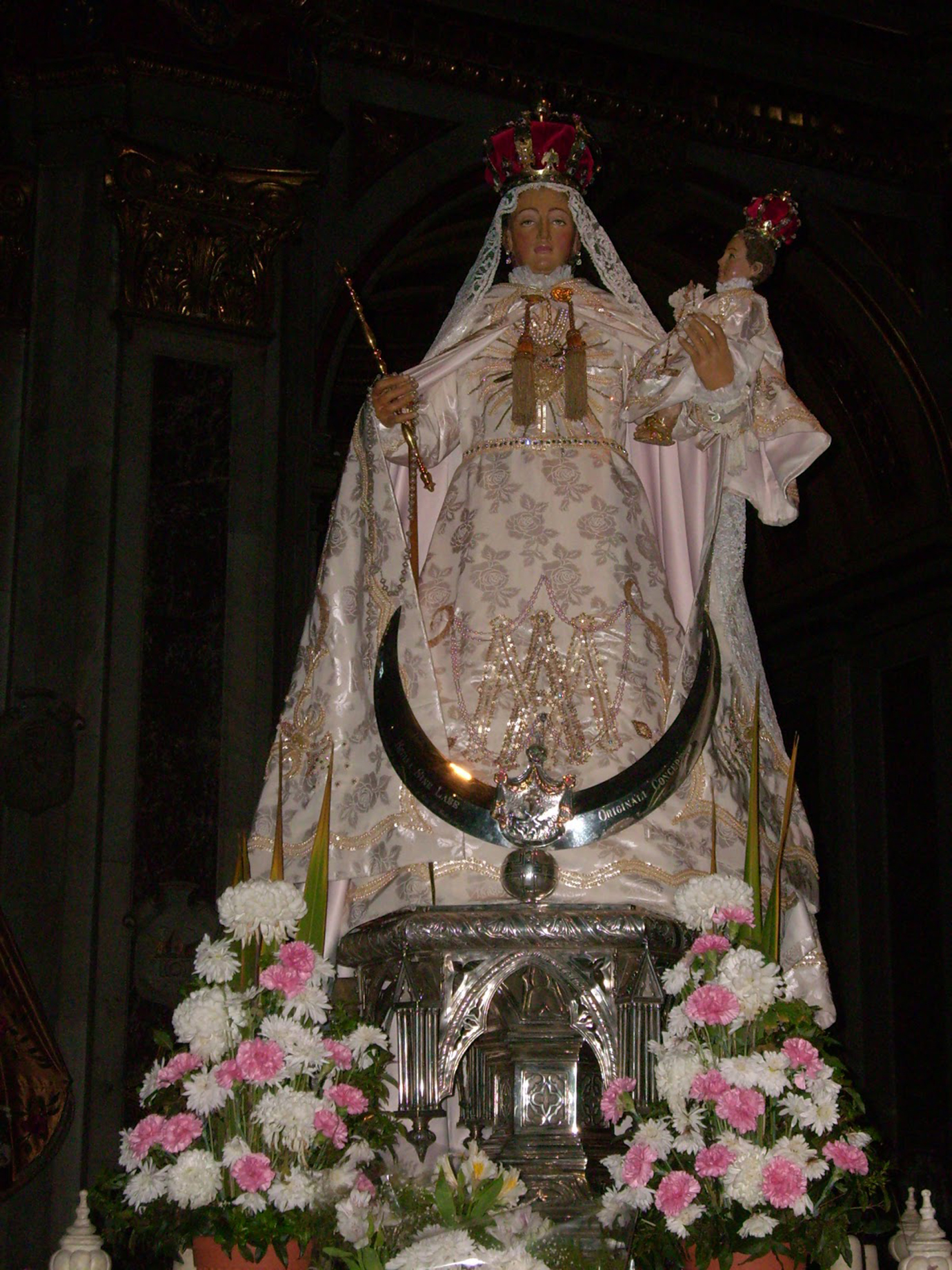
Virgen del Rosario del Milagro, también llamada "La Negrita", patrona de la provincia de Córdoba

### Patrimonio histórico de la arquidiócesis
- Catedral de Nuestra Señora de la Asunción
- Capilla de San Roque
- Oratorio del Obispo Mercadillo
- Capilla jesuítica de Santa Ana
- Iglesia y Colegio de la Compañía de Jesús
- Iglesia de San Francisco, antiguo refectorio, salón de profundis y viejo claustro del convento
- Convento e Iglesia de Santa Teresa
- Estancia Jesuítica de Alta Gracia
- Estancia jesuítica Caroya
- Estancia Jesuítica Santa Catalina, en Ascochinga
- Capilla del Pilar, en Río Segundo
- Casa Natal del Cura Brochero, en Santa Rosa de Río Primero

## Historia

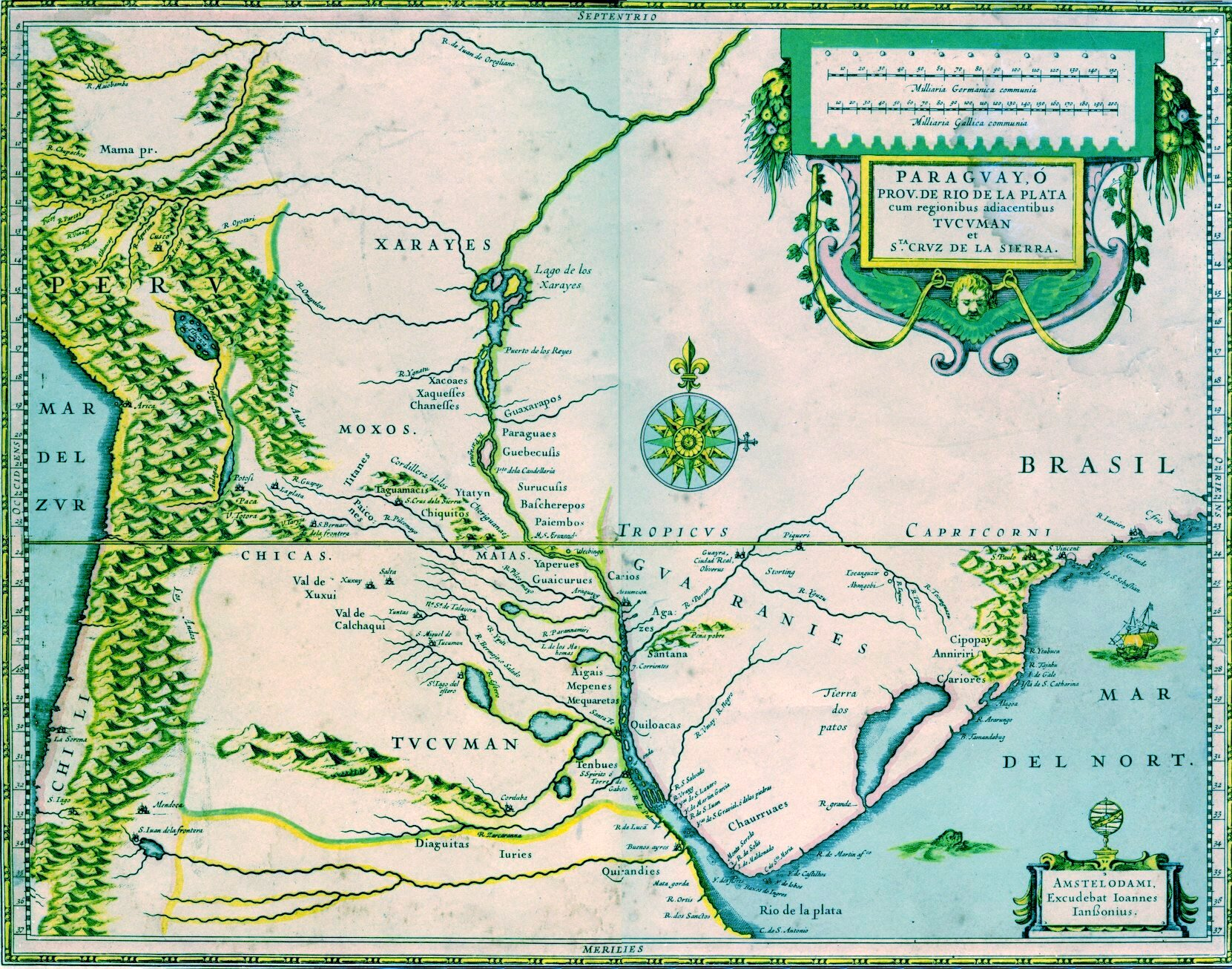
Gobernación del Tucumán, circa 1600

### Sede del obispado en Santiago del Estero
Luego de la fundación de la ciudad de Santiago del Estero en 1553 en la región del Tucumán dentro del virreinato del Perú, la ciudad fue incluida en la jurisdicción de la diócesis de Charcas. Debido a la gran extensión de esa jurisdicción, a la escasez de sacerdotes y a las dificultades para evangelizar dentro de la región del Tucumán, el rey Felipe II de España solicitó al papa Pío V la erección de una nueva diócesis para la gobernación del Tucumán, que había sido creada por el monarca en 1563. 
Con la erección de la entonces diócesis de Santiago de Chile el 27 de junio de 1561 la gobernación del Tucumán quedó dentro de su territorio. El pontífice reunió un consistorio el 10 de mayo de 1570 en donde este pedido fue aprobado. Mediante la bula Super specula militantis ecclesiae, de 14 de mayo de 1570, el papa Pío V erigió la diócesis del Tucumán (Tucumanen(sis)), su iglesia Catedral de Nuestra Señora del Carmen y su sede episcopal en la ciudad de Santiago del Estero.

(...) Nos, escuchando la súplica de nuestro carísimo hijo en Cristo, Felipe II, Rey católico de las Españas, erigimos e instituimos el predicho pueblo de Santiago del Estero, en ciudad y en ella, una iglesia catedral bajo la advocación de San Pedro y San Pablo.
SS Pío V

Luego de que tres obispos designados no lograran establecer la diócesis, el rey Felipe II presentó en 1577 al portugués Francisco de Victoria, quien fue preconizado obispo del Tucumán por el papa Gregorio XIII el 13 de enero de 1578 y consagrado en Sevilla el 18 de octubre de 1578. Ese mismo día redactó el Decreto de ejecución de la erección del obispado del Tucumán. En 1579 viajó al Perú, y permaneció allí dos años, preparando el viaje a su obispado. Desde Lima designó administrador de la diócesis al padre Hernando Murillo. Como este tuvo un distanciamiento con el gobernador del Tucumán, Hernando de Lerma, el obispo Victoria envió al deán Francisco de Salcedo, como su delegado, quien también terminó distanciado con el gobernador y fue desterrado a Nuestra Señora de Talavera junto a otros clérigos. Francisco de Victoria a principios de 1582 ingresó al territorio tucumano por la localidad de Talina, cerca de Tupiza y se hizo cargo de la diócesis. La misma comprendía la totalidad de la gobernación del Tucumán, que por entonces incluía las actuales provincias argentinas de Jujuy, Salta, Tucumán, Santiago del Estero, Catamarca, La Rioja y Córdoba, más los actuales departamentos bolivianos de Tarija y el extremo sur del de Potosí.
La erección de la catedral de Santiago del Estero (primera en el territorio de la actual Argentina) fue decretada el 18 de octubre de 1578 por el obispo Francisco de Victoria. En 1612 fue finalizada una nueva catedral, que se incendió completamente el 5 de julio de 1615 y fue reinaugurada el 30 de enero de 1617. Tras una serie de inundaciones, una nueva catedral fue inaugurada el 27 de octubre de 1686.
La diócesis, que originalmente era sufragánea de la arquidiócesis de Lima, el 20 de julio de 1609 pasó a formar parte de la provincia eclesiástica de la arquidiócesis de La Plata o Charcas (hoy arquidiócesis de Sucre en Bolivia).

### Sede del obispado en Córdoba
Desde mediados del siglo XVII llegaron informes al virrey del Perú, a la Real Audiencia de Charcas y al rey de España pidiendo el traslado del obispado y la catedral a otra ciudad. Estos pedidos se basaban en las reiteradas inundaciones que dejaron en ruinas toda la ciudad de Santiago del Estero y la gran pobreza que había en ella.
Fue por ese motivo que el 15 de octubre de 1696 el rey Carlos II de España ordenó por real cédula el traslado de la Sede episcopal  y catedral hacia la ciudad de Córdoba. El 28 de noviembre de 1697 el papa Inocencio XII autorizó dicho traslado y la orden fue ejecutada por el obispo Manuel Mercadillo el 24 de junio de 1699, aunque el obispo había residido definitivamente allí durante varios años debido al declive de Santiago del Estero.
En 1750 el obispo Pedro Miguel Argandoña Pastene Salazar escribió al papa Benedicto XIV expresándole que su diócesis se extendía de norte a sur 400 leguas, limitando al norte con la diócesis de La Plata, al este con la de Buenos Aires, al oeste con la de Santiago de Chile y al sur con la tierra de infieles (dominios indígenas indómitos). Desde 1776 el territorio de la diócesis quedó integrado en el virreinato del Río de la Plata. La Real Ordenanza de Intendentes de Ejército y Provincia de 28 de enero de 1782 dividió el virreinato del Río de la Plata en intendencias o provincias, una de las cuales era la de San Miguel de Tucumán abarcando todo el territorio del obispado del Tucumán. Sin embargo, no se llevó a efecto y el 5 de agosto de 1783 se dispuso que el territorio del obispado se repartiera entre dos nuevas intendencias, la de Salta del Tucumán y la de Córdoba del Tucumán.
El 28 de marzo de 1806 mediante la bula Regalium Principum el papa Pío VII dividió la diócesis del Tucumán en dos diócesis: la entonces diócesis de Salta con el sector dentro de la intendencia de Salta del Tucumán; y la diócesis de Córdoba del Tucumán teniendo por territorio a la intendencia de Córdoba del Tucumán. De esta forma la diócesis del Tucumán fue renombrada a Córdoba del Tucumán e incorporó el antiguo corregimiento de Cuyo de la entonces diócesis de Santiago de Chile.
En 1810 el obispo Rodrigo de Orellana fue condenado a muerte por las autoridades emergidas de la Revolución de Mayo, pero fue indultado y mantuvo relaciones difíciles con los sucesivos gobiernos hasta que huyó a Brasil y llegó a España en 1818. Los conflictos por el patronato nacional mantuvieron la sede vacante hasta 1836.
Durante el papado de León XII, el 22 de diciembre de 1828 la diócesis cedió las provincias de Cuyo para la erección del vicariato apostólico de San Juan de Cuyo (hoy arquidiócesis).
El 5 de marzo de 1865 pasó a formar parte de la provincia eclesiástica de la arquidiócesis de Buenos Aires.

### Arquidiócesis de Córdoba
El 20 de abril de 1934 cedió otras porciones de territorio para la erección de las diócesis de Río Cuarto y de La Rioja y al mismo tiempo fue elevada al rango de arquidiócesis metropolitana con la bula Nobilis Argentinae nationis del papa Pío XI.

Quapropter, praeter Bonaërensem ecclesiasticam provinciam, unam, uti diximus, illic iam exsistentem, sex alias provincias, tenore praesentium eademque suprema auctoritate Nostra, erigimus ac statuimus, nempe: Cordubensem in America, (...) A Bonaerensi igitur provincia et ab eius metropolitana ecclesia sedes omnes, quae ipsi hucusque suffraganeae fuerunt, videlicet: (...) Cordubensem in America, (...) separamus, eique posthac Mercedensem et Amlensem dioeceses uti suffraganeas assignandus. Provincia ecclesiastica Cordubensis efformabitur Ecclesia Cordubensi, quam ad ecclesiae metropolitanae gradum et dignitatem extollimus, nec non dioecesibus Riojensi et de Rio Cuarto, quas illi tamquam suffraganeas subiicimus.
Parte de la bula Nobilis Argentinae nationis

El 11 de febrero de 1957 cedió una porción de su territorio para la erección de la diócesis de Villa María mediante la bula Quandoquidem adoranda del papa Pío XII.
El 10 de abril de 1961 cedió una porción de su territorio para la erección de la diócesis de San Francisco mediante la bula Fit persaepe del papa Juan XXIII.
El 12 de agosto de 1963 cedió otra porción de su territorio para la erección de la diócesis de Cruz del Eje mediante la bula Ecclesia Christi del papa Pablo VI.
El 27 de diciembre fue consagrado como obispo auxiliar el padre Pedro Torres, miembro del Comité Interreligioso por la Paz. El 7 de noviembre de 2015, el papa Francisco nombró a Ricardo Seirutti, párroco de la parroquia San Juan Evangelista, como el segundo obispo auxiliar de la arquidiócesis.

## Estadísticas
Según el Anuario Pontificio 2022 la arquidiócesis tenía a fines de 2021 un total de 2 028 870 fieles bautizados.
| Año                                                                             | Población            | Población | Población      | Sacerdotes | Sacerdotes    | Sacerdotes    | Bautizados por sacerdote | Diáconos permanentes | Religiosos | Religiosos | Parroquias |
| Año                                                                             | Bautizados católicos | Total     | % de católicos | Total      | Clero secular | Clero regular | Bautizados por sacerdote | Diáconos permanentes | Varones    | Mujeres    | Parroquias |
| ------------------------------------------------------------------------------- | -------------------- | --------- | -------------- | ---------- | ------------- | ------------- | ------------------------ | -------------------- | ---------- | ---------- | ---------- |
| 1950                                                                            | 990 000              | 1 170 000 | 84.6           | 369        | 175           | 194           | 2682                     |                      | 327        | 1159       | 87         |
| 1963                                                                            | ?                    | 908 000   | ?              | 350        | 126           | 224           | ?                        |                      |            |            | 52         |
| 1970                                                                            | 1 000                | 1 200 000 | 83.3           | 364        | 144           | 220           | 2747                     |                      | 670        | 1405       | 70         |
| 1976                                                                            | 1 150 000            | 1 400 000 | 82.1           | 336        | 126           | 210           | 3422                     | 1                    | 359        | 930        | 92         |
| 1980                                                                            | 1 215 000            | 1 519 000 | 80.0           | 330        | 102           | 228           | 3681                     | 2                    | 447        | 983        | 99         |
| 1990                                                                            | 1 400 000            | 1 671 000 | 83.8           | 344        | 140           | 204           | 4069                     |                      | 482        | 866        | 107        |
| 1999                                                                            | 1 681 000            | 1 868 000 | 90.0           | 356        | 175           | 181           | 4721                     | 2                    | 389        | 809        | 114        |
| 2000                                                                            | 1 685 000            | 1 872 833 | 90.0           | 351        | 175           | 176           | 4800                     | 2                    | 373        | 809        | 114        |
| 2001                                                                            | 1 685 000            | 1 872 833 | 90.0           | 347        | 173           | 174           | 4855                     | 3                    | 365        | 809        | 114        |
| 2002                                                                            | 1 613 136            | 1 792 904 | 90.0           | 347        | 173           | 174           | 4648                     | 3                    | 361        | 809        | 114        |
| 2003                                                                            | 1 667 450            | 1 852 721 | 90.0           | 345        | 171           | 174           | 4833                     | 3                    | 355        | 772        | 114        |
| 2004                                                                            | 1 797 300            | 1 997 243 | 90.0           | 338        | 164           | 174           | 5317                     | 3                    | 355        | 772        | 114        |
| 2006                                                                            | 1 814 000            | 2 016 000 | 90.0           | 344        | 170           | 174           | 5273                     | 2                    | 355        | 772        | 114        |
| 2013                                                                            | 1 873 000            | 2 135 000 | 87.7           | 342        | 154           | 188           | 5476                     | 4                    | 328        | 639        | 115        |
| 2016                                                                            | 1 930 723            | 2 200 620 | 87.7           | 314        | 152           | 162           | 6148                     | 5                    | 321        | 660        | 114        |
| 2019                                                                            | 1 990 910            | 2 269 220 | 87.7           | 300        | 131           | 169           | 6636                     | 10                   | 318        | 660        | 113        |
| 2021                                                                            | 2 028 870            | 2 312 480 | 87.7           | 299        | 130           | 169           | 6785                     | 13                   | 318        | 660        | 113        |
| Fuente: Catholic-Hierarchy, que a su vez toma los datos del Anuario Pontificio. |                      |           |                |            |               |               |                          |                      |            |            |            |

## Episcopologio

### Obispos del Tucumán con sede en Santiago del Estero
- Sede vacante (1570-1577)
- Francisco Beaumonte, O.F.M. † (10 de mayo de 1570-1570 falleció) (obispo electo)
- Jerónimo Albornoz, O.F.M. † (8 de noviembre de 1570-27 de octubre de 1574 falleció) (obispo electo)

- Jerónimo de Villa Carrillo, O.F.M. † (27 de marzo de 1577-1577 falleció o renunció[nota 4])
- Francisco de Victoria, O.P. † (13 de enero de 1578-1592 falleció)
- Hernando de Trejo y Sanabria, O.F.M. † (28 de marzo de 1594-24 de diciembre de 1614 falleció)
  - Sede vacante (1614-1617)
- Julián de Cortázar † (10 de abril de 1617-7 de abril de 1625 nombrado arzobispo de Santafé en Nueva Granada)
  - Sede vacante (1625-1628)
- Tomás de la Torre Gibaja, O.P. † (11 de diciembre de 1628-17 de julio de 1630 falleció)
- Melchor Maldonado y Saavedra, O.S.A. † (8 de marzo de 1632-11 de febrero de 1662 falleció)
  - Sede vacante (1662-1668)
- Francisco de Borja y Miguel † (17 de septiembre de 1668-4 de septiembre de 1679 nombrado obispo de Trujillo)
- Nicolás de Ulloa y Hurtado de Mendoza, O.S.A. † (27 de noviembre de 1679-19 de septiembre de 1686 falleció)
- Juan Bravo Dávila y Cartagena † (24 de noviembre de 1687-4 de diciembre de 1690 falleció)
  - Sede vacante (1690-1694)
- Juan Manuel Mercadillo, O.P. † (8 de noviembre de 1694-28 de noviembre de 1697 pasó a ser obispo con sede en Córdoba)

### Obispos del Tucumán con sede en Córdoba
- Juan Manuel Mercadillo, O.P. † (28 de noviembre de 1697-17 de julio de 1704 falleció)
  - Sede vacante (1704-1709)
- Manuel González Virtus † (6 de mayo de 1709-18 de enero de 1710 falleció)
  - Sede vacante (1710-1713)
- Alonso del Pozo y Silva † (11 de diciembre de 1713-22 de noviembre de 1723 nombrado obispo de Santiago de Chile)
- José Manuel de Sarricolea y Olea † (22 de noviembre de 1723-24 de julio de 1730 nombrado obispo de Santiago de Chile)
- José Antonio Gutiérrez de Ceballos † (12 de febrero de 1731-11 de noviembre de 1740 nombrado arzobispo de Lima)
  - Sede vacante (1740-1745)
- Pedro Miguel Argandoña Pastene Salazar † (8 de marzo de 1745-25 de enero de 1762 nombrado arzobispo de La Plata o Charcas)
- Manuel Abad Yllana, O.Praem. † (22 de noviembre de 1762-17 de junio de 1771 nombrado obispo de Arequipa)
- Juan Manuel Moscoso y Peralta † (17 de junio de 1771-28 de septiembre de 1778 nombrado obispo de Cuzco)
- José Antonio de San Alberto (José Campos Julián), O.C.D. † (28 de septiembre de 1778-20 de septiembre de 1784 nombrado arzobispo de La Plata o Charcas)
  - Sede vacante (1784-1788)
- Ángel Mariano Moscoso Pérez y Oblitas † (10 de marzo de 1788-circa 11 de octubre de 1804 falleció)
- Rodrigo Antonio de Orellana, O.Praem. † (9 de septiembre de 1805-28 de marzo de 1806 diócesis dividida y renombrada)

### Obispos de Córdoba del Tucumán
- Rodrigo Antonio de Orellana, O.Praem. † (28 de marzo de 1806-21 de diciembre de 1818 nombrado obispo de Ávila)
  - Sede vacante (1818-1836)
- Benito Lascano † (11 de julio de 1836-30 de julio de 1836 falleció)
  - Sede vacante (1836-1857)
  - José Gregorio Baigorrí † (1857-9 de junio de 1858 falleció) (obispo electo)
- José Vicente Ramírez de Arellano † (23 de diciembre de 1858-31 de agosto de 1873 falleció)
  - Sede vacante (1873-1876)
- Manuel Eduardo Álvarez † (7 de abril de 1876-24 de agosto de 1878 falleció)
- Beato Mamerto Esquiú, O.F.M. † (27 de febrero de 1880-10 de enero de 1883 falleció)
- Juan Capistrano Tissera, O.F.M. † (27 de marzo de 1884-20 de septiembre de 1886 falleció)
- Reginaldo Toro, O.P. † (1 de junio de 1888-22 de agosto de 1904 falleció)
- Zenón Bustos y Ferreyra, O.F.M. † (3 de marzo de 1905-13 de abril de 1925 falleció)
  - Sede vacante (1925-1927)
- Fermín Emilio Lafitte † (7 de julio de 1927-20 de enero de 1958 nombrado arzobispo coadjutor de Buenos Aires)[nota 5]

### Arzobispos de Córdoba

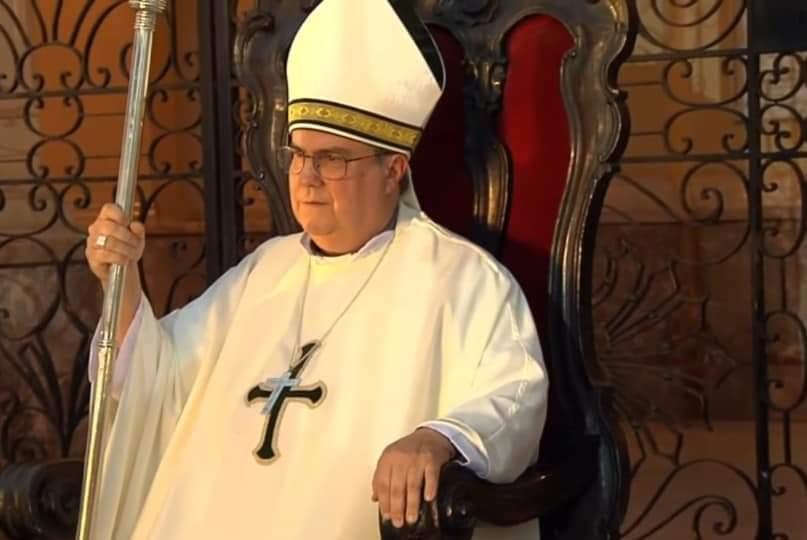
Ángel Sixto Rossi, arzobispo metropolitano

- Ramón José Castellano † (26 de marzo de 1958-19 de enero de 1965 renunció[nota 6])
- Raúl Francisco Primatesta † (16 de febrero de 1965-17 de noviembre de 1998 retirado)
- Carlos José Ñáñez (17 de noviembre de 1998-6 de noviembre de 2021 retirado)
- Ángel Sixto Rossi, S.I., desde el 6 de noviembre de 2021